# CROSS (宇都宮隆の曲)
「CROSS」（クロス）は、宇都宮隆の16作目のシングル。2011年9月21日にキングレコードからリリースされた。

## 解説
ランティスレーベルよりリリースされた「Love chase 〜夢を越えて〜」以来10か月ぶりとなるシングル作品で、キングレコードからのリリース。
新曲3曲とリミックス1曲の全4曲で構成されている。
表題曲はアニメ「元気!!江古田ちゃん」エンディングテーマ兼「ユルアニ?」挿入歌に起用された。
2012年にキングレコードから発売されたアルバム『TRILOGY』には本作からリミックスを除く3曲が収録された。
メジャーレーベルから一般販売で行われた、宇都宮隆のソロ名義によるCDシングルは、現時点では本作が最後である。

## 収録曲
| 全作曲・編曲: nishi-ken。 |                             |                          |            |      |
| #                         | タイトル                    | 作詞                     | 作曲・編曲 | 時間 |
| 1.                        | 「CROSS」                   | nishi-ken、gichi ohtsuka | nishi-ken  | 4:27 |
| 2.                        | 「Times mile」              | 田中花乃                 | nishi-ken  | 6:10 |
| 3.                        | 「Bad Gentleman」           | 牧穂エミ                 | nishi-ken  | 4:13 |
| 4.                        | 「CROSS -flashbeam remix-」 |                          | nishi-ken  | 3:56 |
| 合計時間:                 | 合計時間:                   | 合計時間:                | 18:46      |      |

## 収録アルバム
- TRILOGY (#1,#2,#3)
- mile stone (#2)